# Portland Trail Blazers
Portland Trail Blazers er et amerikansk basketballhold fra Portland i Oregon. Holdet blev stiftet i 1970 og spiller i NBA-ligaen. Holdet vandt i 1977 sit hidtil eneste NBA-mesterskab, da holdet i finalen besejrede Philadelphia 76'ers. Yderligere to gange, i 1990 og 1992 har Trail Blazers været i NBA-finalen, men begge gange med nederlag.

## Titler
- NBA:
  - 1977

## Kendte spillere
- Scottie Pippen
- Shawn Kemp
- Arvydas Sabonis
- Rod Strickland
- Damian Lillard
- C.J. McCollum
- Clyde Drexler
- Bill Walton